# Pekka Puska

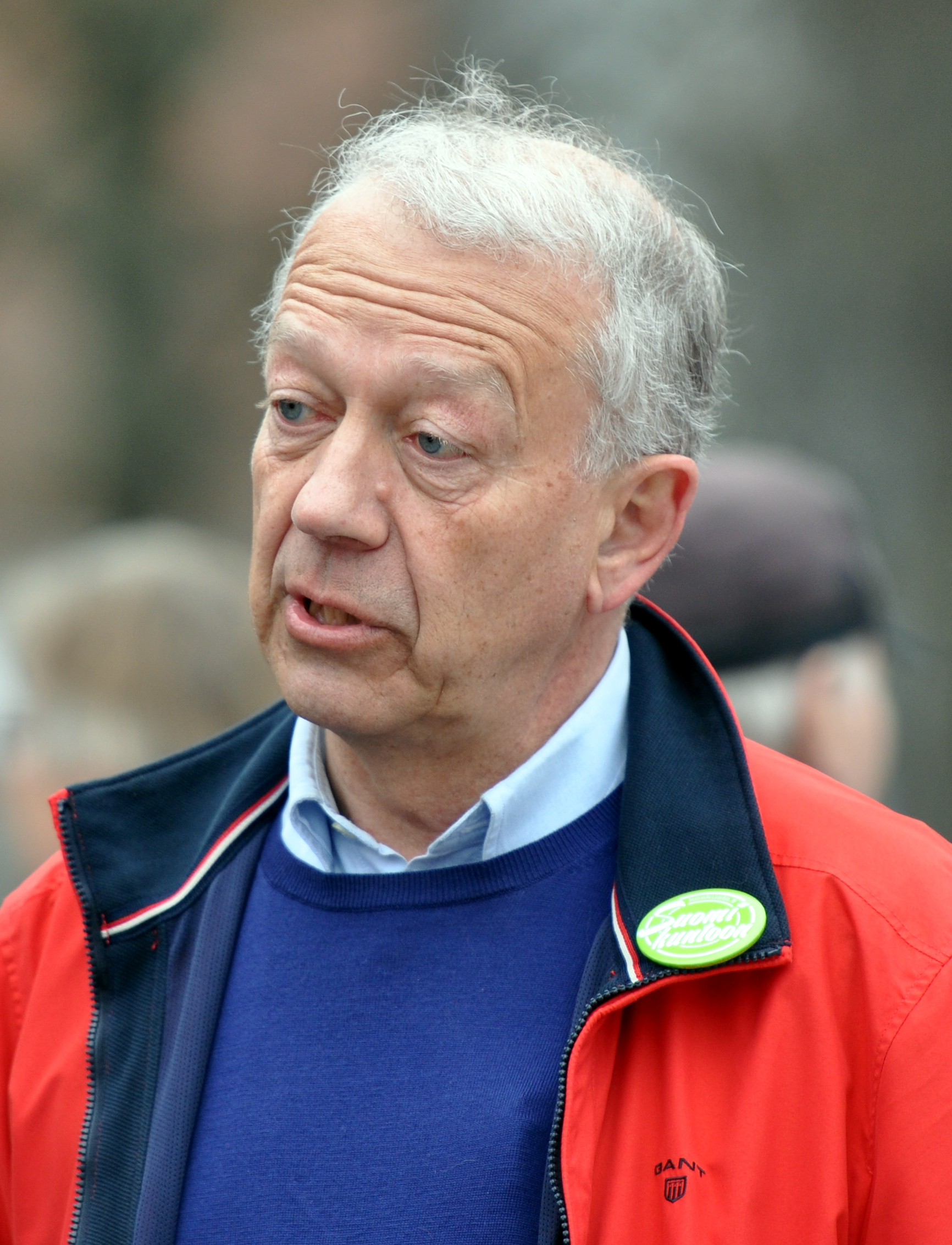
Pekka Puska, 2015

Pekka Puska (* 18. Dezember 1945 in Vaasa) ist ein finnischer Professor und Experte für Public Health. Von 2009 bis 2013 war er Generaldirektor des finnischen Terveyden ja hyvinvoinnin laitos (THL, Institut für Gesundheit und Wohlergehen), zuvor war er Leiter der Abteilung für Prävention und Gesundheitsförderung der Weltgesundheitsorganisation (WHO) und Mitglied des finnischen Parlaments.
Puska wurde bekannt durch das Nordkarelien-Projekt, mit dem er das Vorkommen von Herzinfarkten in der Bevölkerung Nordkareliens reduzierte. In den 1970er Jahren war Finnland das Land mit der weltweit höchsten Rate an Herzerkrankungen, bis 2006 sank dieser Wert um 85 Prozent.

## Biografie
Puska wurde in Vaasa geboren und studierte Humanmedizin an der Universität Kuopio. 1974 wurde er Doktor der Medizin, Chirurgie, Epidemiologie und Public Health, nachdem er 1968 bereits einen Master in Politikwissenschaft an der Universität Turku erwarb. 1983 und '85 war er Hilfsprofessor (Adjunkt-Professor) an den Universitäten Helsinki und Kuopio.
Bereits im Alter von 27 Jahren, 1972, wurde Puska zum Leiter des „Nordkarelien-Projekts“, das er mehr als sechs Jahre entwickelte.
1978 bis 2001 war Puska Professor und Direktor des Ressorts für Epidemiologie und Gesundheitsförderung des Kansanterveyslaitos (KTL, Nationales Institut für Volksgesundheit), zwischen 1992 und 2000 zusätzlich Direktor der Abteilung für Gesundheit und chronische Krankheiten und 2000 bis 2001 Generaldirektor des KTL. Zwei Jahre lang war er dann in der Weltgesundheitsorganisation Direktor der Abteilung für nicht-ansteckende Krankheiten und Gesundheitsförderung, ab 2003 dann bis 2008 Generaldirektor des Kansanterveyslaitos. Mit der Reformation der Behörde zur Terveyden ja hyvinvoinnin laitos wechselte er in den dortigen Direktorenposten. Er schied 2013 aus seiner Tätigkeit aus.

### Das Nordkarelien-Projekt
In der Vergangenheit war die Bevölkerung der finnischen Provinz Karelien hauptsächlich als Holzfäller tätig, daneben in der Fischerei. Nach dem Zweiten Weltkrieg wurden Teile des Landes als Kompensation an Veteranen überschrieben. Diese waren oftmals nicht qualifiziert Ackerbau zu betreiben und bevorzugten daher die Viehwirtschaft, was entsprechend den resultierenden Ressourcen, Schweinefleisch und Milchprodukte, eine Veränderung in der Zusammensetzung ihrer Lebensmittel mit sich brachte: Der als Risikofaktor bewiesene Konsum von Fleisch, Butter und Milch nahm stark zum, und zwar so stark, dass es für Männer in der Region 30-mal so wahrscheinlich war, an einem Herzinfarkt zu sterben, wie im restlichen Land. Finnland erlangte damit in den 1970er Jahren traurige Berühmtheit: Die Rate an solchen Sterbefällen war weltweit die höchste. Pekka Puska wurde auch deshalb ausgewählt, weil er noch relativ jung war, denn das finnische Gesundheitsministerium erwartete eine lange Verzögerung vor einer erkennbaren Wirkung.
Das Projekt ist bis heute aktiv.
Neben den folgenden Details bestand die Projektarbeit aus der Verteilung von Informationsmaterial und der Aufklärungsarbeit in Schulen und Gemeindezentren. Neben der Thematisierung von Essgewohnheiten wurde auch zu den Schäden durch Rauchen aufgeklärt.

#### Puska-Eintopf
Im Zuge des Projektes entwickelte Puska mit seiner Forschergruppe ein Konzept, das über einfach Vorträge zur Aufklärung über Risikofaktoren für Herzinfarkte hinausging: Puskas Mitarbeiter begannen die Ehefrauen der eigentlichen Zielgruppe – Männer mittleren Alters – im Umgang mit Lebensmitteln zu schulen: Statt Butter solle beispielsweise pflanzliches Öl genutzt werden, statt ausschließlich Fleisch könnte Gemüse in die traditionellen Gerichte gegeben werden, der Salzgehalt könnte reduziert werden. Die Gesundheitsexperten veranstalteten Koch-Abende und verteilten Rezeptbücher, die besonders regionale Rezepte verwendeten, mit Gemüse angereichert und um Salz, Fleisch und Fett reduziert. Der traditionelle Eintopf beinhaltete lediglich drei Zutaten: Wasser, fettiges Schweinefleisch und Salz. Im neuen Rezept wurde ein Teil des Schweinefleisches durch Steckrüben ersetzt, beigefügt wurden Kartoffeln und Möhren. Dies fand Anklang bei der Bevölkerung, und das Gericht wird seitdem als Puska-Eintopf bezeichnet.

#### Laien-Botschafter
Um die Wirkung der angestoßenen Veränderungen im Konsumverhalten zu verbessern und langfristig zu gewährleisten, wurden lokale Meinungsmacher zu „Laien-Botschaftern“ ernannt. Diese Personen waren bevorzugt bereits in die Gemeindearbeit oder vergleichbare Projekte involviert, wurden in einer einfachen Botschaft geschult – „Weniger Salz und tierische Produkte“ – und, mit einem Ausweis ausgestattet, angehalten, in ihrem sozialen Umfeld über die Nahrungsgewohnheiten zu sprechen. Insgesamt gab es etwa 1500 solche Laien-Botschafter.

## Auszeichnungen (Auswahl)
- 1999: Tobacco-Free World Award der Weltgesundheitsorganisation
- 2003: John P.McGovern Award, American School Health Association
- 2003: Elizabeth Fries Health Education Award
- 2004: Recognition Award der Medizin, Yrjö Jahnsson Foundation
- 2005: Nordic Public Health Award
- Ehrendoktor der University of St Andrews (Schottland)